# Флемингтон (Западна Вирџинија)
Флемингтон (енгл. Flemington) град је у америчкој савезној држави Западна Вирџинија.

## Демографија
По попису из 2010. године број становника је 312, што је 25 (8,7%) становника више него 2000. године.
| Група             | 2000.       | 2010.       |
| Белци             | 278 (96,9%) | 300 (96,2%) |
| Афроамериканци    | 3 (1,0%)    | 2 (0,6%)    |
| Азијати           | 0 (0,0%)    | 0 (0,0%)    |
| Хиспаноамериканци | 7 (2,4%)    | 8 (2,6%)    |
| Укупно            | 287         | 312         |